# Трагедія антиспільнот
Траге́дія антиспільно́т — ситуація, коли учасники некооперативної гри, діючи кожен сам по собі і максимізуючи свій власний дохід, за рахунок виняткового права неоптимально витрачають спільний ресурс.
Назва «трагедія антиспільнот» придумана в 1998 році Майклом Геллером щодо патентів з біотехнології. Назва протиставляє цю ситуацію трагедії спільнот, коли кожен має право на використання ресурсу, але не має виняткового права.
Опоненти Геллера вважають трагедію антиспільнот частковим випадком трагедії спільнот.

## Ситуації, в яких проявляється трагедія антиспільнот
Всі блага можна розділити на виключні (ті, до яких має доступ тільки той, хто за них заплатив) і на невиключні; і, крім цього, на конкурентні (користування благом заважає користуватися цим благом іншим) і неконкурентні. Отримуємо таблицю:
|            | Неконкурентні                                                            | Конкурентні                                   |
| ---------- | ------------------------------------------------------------------------ | --------------------------------------------- |
| Невиключні | Суспільні блага державна оборона                                         | Спільні ресурси прісна вода трагедія спільнот |
| Виключні   | Клубні блага телефонний зв'язок (неперевантажений) трагедія антиспільнот | Приватні блага товар трагедія антиспільнот    |

(Клубними благами в економіці називаються неконкурентні блага, доступ до яких обмежується платою або правилами користування — неперевантажена платна дорога, неперевантажений телефонний зв'язок, авторське право, закритий пляж тощо).
Трагедія антиспільнот зустрічається з будь-якими благами, у яких є виняткове право користування.

## Приклади

### Класичний приклад Геллера
У своїй роботі «Трагедія антиспільнот» Геллер спробував пояснити ситуацію, яка склалася в Москві в перші роки після розпаду СРСР: порожні полиці в магазинах і велике число кіосків. З'ясувалося, що торгова площа виявилася розкупленою великою кількістю приватних осіб, і власник магазину, щоб її продати, повинен домовлятися з усіма цими власниками. Навіть при тому, що власники «куточка в магазині» втрачали дохід, а попит на магазини був великий, пересічні інтереси власників кіосків і магазинів призводили до того, що у магазинах площі простоювали без діла.

### Патенти
Власник патенту також отримує виняткові права на використання винаходу. Якщо створення якогось товару включає використання винаходів, запатентованих різними людьми, доводиться платити кожному. Наприклад, навіть в дешевому DVD-плеєрі не менше 20 доларів ціни — патентні відрахування. Якщо патентів багато, витрати, пов'язані з патентами, будуть великі, аж до нерентабельністі. При цьому страждають усі:
- Виробники змушені підвищувати ціну на товар або знижувати його додану вартість.
- Власники патентів страждають від недопродажів (від різновидів товару, що не з'явилися, або некуплених одиниць).
- Споживачі змушені купувати дорогий товар.

З іншого боку, автору винаходу невигідно поступатися патентом — втрачається прибуток.
Проблема деякою мірою вирішується крос-ліцензуванням і установкою доступних умов для тих патентів, попит на які великий.

### Відчуження земель
Аналогічно: від розвиненої мережі доріг виграють усі, але ніхто не хоче поступатися своєю землю для будівництва дороги або міста. Оскільки зі всім населенням домовитися практично неможливо, зазвичай у законодавстві передбачається процедура примусового відселення останніх незгодних.

### Радіочастотний спектр
Нехай кілька компаній розділяють між собою смугу радіочастот. Компанія має право блокувати технологію конкурентів, якщо вона призводить до перешкод на її частотах. Якщо компанія так і не змогла вирішити технічні проблеми, частота простоює. Результат: частоти використовуються неоптимально.